# Platypelis grandis
Platypelis grandis är en groddjursart som först beskrevs av George Albert Boulenger 1889.  Platypelis grandis ingår i släktet Platypelis och familjen Microhylidae. IUCN kategoriserar arten globalt som livskraftig. Inga underarter finns listade i Catalogue of Life.